# Robert Smeaton White
Pour les articles homonymes, voir Robert White, Smeaton et White.
Robert Smeaton White (15 mars 1856 - 5 décembre 1944) fut un journaliste et homme politique fédéral du Québec et de l'Ontario.

## Biographie
Né à Peterborough au Canada-Ouest (Ontario), Robert Smeaton White fit ses études à l'Université McGill. Il travailla ensuite à Montréal, d'abord comme marchand, ensuite à la Banque de Montréal et enfin, le journal The Gazette en 1884. Il fit son entrée à la Chambre des communes à titre de député du Parti conservateur grâce à une élection partielle déclenchée après le décès de son père, Thomas White, dans la circonscription de Cardwell en Ontario en 1888. Réélu en 1891, il démissionna en 1895. Il revint en politique en devenant député de Mont-Royal en 1925. Réélu en 1926, 1930 et en 1935 dans Saint-Antoine—Westmount, il fut défait en 1940 alors qu'il se présentait comme candidat du Gouvernement nationale. 